# UFC 15
UFC 15: Collision Course foi um evento de artes marciais mistas organizado pelo Ultimate Fighting Championship, ocorrido em 17 de Outubro de 1997 no Casino Magic Bay St. Louis, em Bay St. Louis, nos Estados Unidos. O evento foi transmitido em pay-per-view nos Estados Unidos e, posteriormente, lançado em home video.

## Background
O UFC 15 teve a disputa do Cinturão Peso Pesado do UFC Maurice Smith e Tank Abbott. Abbott substituiu Dan Severn de última hora, pois o mesmo havia lesionado uma mão.
O UFC 15 contou com uma superluta entre Randy Couture e Vitor Belfort, um torneio de peso pesado e a disputa de Cinturão Pesos Pesado. O evento foi o último anunciado por Bruce Beck, que estava presente desde o UFC 4.
Collision Course ficou marcado pela adoção de um grande número de regras, limitando as possibilidades de ataque ao oponente. Foram proibidas as cabeçadas, os ataques na nuca do oponente, o chute ao adversário caído, a manipulação das articulações dos dedos. Puxar o cabelo foi oficialmente proibido. Com estas restrições, o UFC deixou de ser um evento de vale-tudo, sendo classificado apenas como evento de artes marciais mistas (MMA).

## Resultados
Nota 1 Pelo Cinturão Peso Pesado do UFC.

Nota 2 Cason substituiu Dave Beneteau que não pode continuar por cansaço.

## Lutas do torneio
|  | Semifinal      | Semifinal      | Semifinal      |                |                | Final     | Final | Final |  |
|  |                |                |                |                |                |           |       |       |  |
|  | Estados Unidos | Mark Kerr      | KO             |                |                |           |       |       |  |
|  | Estados Unidos | Mark Kerr      | KO             |                |                |           |       |       |  |
|  | Estados Unidos | Greg Stott     | 0:17           |                |                |           |       |       |  |
|  | Estados Unidos | Greg Stott     | 0:17           |                | Estados Unidos | Mark Kerr | FIN   |       |  |
|  |                |                |                |                | Estados Unidos | Mark Kerr | FIN   |       |  |
|  |                |                | Estados Unidos | Dwane Cason[a] | 0:53           |           |       |       |  |
|  | Canadá         | Dave Beneteau  | Estados Unidos | Dwane Cason[a] | 0:53           | DU        |       |       |  |
|  | Canadá         | Dave Beneteau  |                |                |                |           |       |       |  |
|  | Brasil         | Carlos Barreto | 15:00          |                |                |           |       |       |  |

- a. ^  Dwane Cason substituiu Dave Beneteau que abandonou o torneio devido à fadiga.

## Ligações Externas
- Resultados no Sherdog.com